# Verbot mit Erlaubnisvorbehalt (Datenschutz)
Das Verbot mit Erlaubnisvorbehalt ist ein Grundprinzip des europäischen Datenschutzrechts. Es betrifft die Frage der Rechtmäßigkeit, also der Erlaubtheit der Verarbeitung personenbezogener Daten.

## Inhalt der Rechtsregel
Das Verbot mit Erlaubnisvorbehalt umfasst zwei Rechtsregeln.

### Frage der Rechtmäßigkeit
Zunächst regelt das Verbot mit Erlaubnisvorbehalt die Frage, wann eine Datenverarbeitung (Speichern, Verändern, Übermitteln, Sperren und Löschen personenbezogener Daten) rechtmäßig ist. Hierbei geht die Rechtsregel davon aus, dass eine Datenverarbeitung rechtswidrig ist, es sei denn, ein gesetzlich normierter Erlaubnisgrund, also eine Rechtsgrundlage, rechtfertigt sie.
Dieser Grundsatz gilt nicht nur im Verhältnis staatlicher Stellen zu nicht-staatlichen Stellen, sondern auch im Verhältnis zwischen zwei staatlichen Stellen. In diesem Zusammenhang spricht man von einer informationellen Gewaltenteilung oder auch dem Abschottungsgebot.

### Beweislastumkehr
Zudem kann hieraus eine Beweislastumkehr gefolgert werden. Mit dem Verbot mit Erlaubnisvorbehalt wird ein Regel-Ausnahme-Prinzip definiert, wonach grundsätzlich jedes Verarbeiten von personenbezogenen Daten verboten ist (Regel), es sei denn, ein Gesetz oder die Einwilligung des Betroffenen rechtfertigen (Ausnahme) dies. Berücksichtigt man nun den zivilprozessualen Grundsatz, wonach sich die Beweislast stets dort umkehrt, wo eine Ausnahme vom gesetzlichen Regelfall geltend gemacht wird, folgt daraus, dass die verantwortliche Stelle, die diese Ausnahme (nämlich die Zulässigkeit der Verarbeitung) für sich in Anspruch nehmen will, sie auch die Voraussetzungen für das Vorliegen dieser Ausnahme darlegen und beweisen muss.

## Geschichte

### 1995–2018
Das Verbot mit Erlaubnisvorbehalt geht ursprünglich auf das deutsche Datenschutzrecht zurück. Seit 1995 war es durch Artikel 7 der Richtlinie 95/46/EG (Datenschutzrichtlinie) für den gesamten Rechtsraum der Europäischen Union kodifiziert worden. Artikel 7 lautete:
a) Die betroffene Person hat ohne jeden Zweifel ihre Einwilligung gegeben;
b) die Verarbeitung ist erforderlich für die Erfüllung eines Vertrags, dessen Vertragspartei die betroffene Person ist, oder für die Durchführung vorvertraglicher Maßnahmen, die auf Antrag der betroffenen Person erfolgen;
c) die Verarbeitung ist für die Erfüllung einer rechtlichen Verpflichtung erforderlich, der der für die Verarbeitung Verantwortliche unterliegt;
d) die Verarbeitung ist erforderlich für die Wahrung lebenswichtiger Interessen der betroffenen Person;
e) die Verarbeitung ist erforderlich für die Wahrnehmung einer Aufgabe, die im öffentlichen Interesse liegt oder in Ausübung öffentlicher Gewalt erfolgt und dem für die Verarbeitung Verantwortlichen oder dem Dritten, dem die Daten übermittelt werden, übertragen wurde;
Die indizierte Rechtswidrigkeit ergab sich insbesondere aus der Formulierung des Artikel 7; und hier aus dem Wort „lediglich“.

#### Umsetzung in Deutschland
Das Verbot mit Erlaubnisvorbehalt war in § 4 Absatz 1 BDSG niedergelegt, der lautete:
Die Erhebung, Verarbeitung und Nutzung personenbezogener Daten sind nur zulässig, soweit dieses Gesetz oder eine andere Rechtsvorschrift dies erlaubt oder anordnet oder der Betroffene eingewilligt hat.
Die indizierte Rechtswidrigkeit ergab sich aus der Formulierung des § 4 Absatz 1 BDSG, und hier aus dem Wort „nur“.

#### Umsetzung in Österreich
In Österreich folgte das Verbot mit Erlaubnisvorbehalt aus der Formulierung der § 7 Abs. 1, §§ 8, 9 DSG.

### Seit 2018
Seit dem 2018 gilt die Datenschutz-Grundverordnung (Verordnung (EU) 2016/679) als in jedem Mitgliedsland der EU direkt anwendbares Recht. Die alte Datenschutzrichtlinie ist außer Kraft getreten, das BDSG enthält jetzt nur noch ergänzende Regelungen. Das Verbot mit Erlaubnisvorbehalt ist nun in Artikel 6 DSGVO festgelegt:
a) Die betroffene Person hat ihre Einwilligung zu der Verarbeitung der sie betreffenden personenbezogenen Daten für einen oder mehrere bestimmte Zwecke gegeben;
b) die Verarbeitung ist für die Erfüllung eines Vertrags, dessen Vertragspartei die betroffene Person ist, oder zur Durchführung vorvertraglicher Maßnahmen erforderlich, die auf Anfrage der betroffenen Person erfolgen;
c) die Verarbeitung ist zur Erfüllung einer rechtlichen Verpflichtung erforderlich, der der Verantwortliche unterliegt;
d) die Verarbeitung ist erforderlich, um lebenswichtige Interessen der betroffenen Person oder einer anderen natürlichen Person zu schützen;
e) die Verarbeitung ist für die Wahrnehmung einer Aufgabe erforderlich, die im öffentlichen Interesse liegt oder in Ausübung öffentlicher Gewalt erfolgt, die dem Verantwortlichen übertragen wurde;
f) die Verarbeitung ist zur Wahrung der berechtigten Interessen des Verantwortlichen oder eines Dritten erforderlich, sofern nicht die Interessen oder Grundrechte und Grundfreiheiten der betroffenen Person, die den Schutz personenbezogener Daten erfordern, überwiegen, insbesondere dann, wenn es sich bei der betroffenen Person um ein Kind handelt.
Unterabsatz 1 Buchstabe f gilt nicht für die von Behörden in Erfüllung ihrer Aufgaben vorgenommene Verarbeitung.

## Rechtslage in der Schweiz
Nach schweizerischem Datenschutzrecht gilt im Gegensatz zum Europäischen Recht kein Verbot mit Erlaubnisvorbehalt, sondern im Gegenteil eine Erlaubnis mit Verbotsvorbehalt. Nach Art. 6 des schweizerischen Datenschutzgesetzes ist eine Datenbearbeitung grundsätzlich zulässig, sofern die datenschutzrechtlichen Bearbeitungsgrundsätze eingehalten werden. Nur wenn diese Grundsätze verletzt werden (z. B. bei einer Datenbeschaffung, die oder deren Zweck für die betroffene Person nicht erkennbar ist), ist die Datenbearbeitung rechtfertigungsbedürftig, wobei als Rechtfertigungsgründe die Einwilligung der betroffenen Personen, eine gesetzliche Erlaubnis oder ein überwiegendes öffentliches oder privates Interesse in Betracht kommen.